# Wyszcza liha (2004/2005)
Wyszcza liha w piłce nożnej 2004/2005 – XIV edycja najwyższych w hierarchii rozgrywek ligowych ukraińskiej klubowej piłki nożnej. Sezon rozpoczął się 15 lipca 2004, a zakończył się 16 czerwca 2005.

## Drużyny
Zespoły występujące w Wyszczej Lidze 2004/2005
- Arsenał Kijów
- Borysfen Boryspol
- Czornomoreć Odessa
- Dnipro Dniepropetrowsk
- Dynamo Kijów
- Illicziweć Mariupol
- Krywbas Krzywy Róg
- Metalist Charków
- Metałurh Donieck
- Metałurh Zaporoże
- Obołoń Kijów
- Szachtar Donieck
- Tawrija Symferopol
- Wołyń Łuck
- Worskła-Naftohaz Połtawa
- Zakarpattia Użhorod

Uwagi
- — zespoły, które awansowały z Pierwszej ligi edycji 2003/04

## Stadiony
| Lp. | Klub                     | Miasto          | Stadion               | Pojemność |
| --- | ------------------------ | --------------- | --------------------- | --------- |
| 1   | Arsenał Kijów            | Kijów           | NSK Olimpijski        | 83 450    |
| 2   | Borysfen Boryspol        | Boryspol        | Stadion Kołos         | 5 654     |
| 3   | Czornomoreć Odessa       | Odessa          | Stadion Czornomorec   | 34 362    |
| 4   | Dnipro Dniepropetrowsk   | Dniepropetrowsk | Stadion Dnipro Meteor | 24 381    |
| 5   | Dynamo Kijów             | Kijów           | Stadion Dynamo        | 16 873    |
| 6   | Illicziweć Mariupol      | Mariupol        | Stadion Illicziweć    | 12 680    |
| 7   | Krywbas Krzywy Róg       | Krzywy Róg      | Stadion Metałurh      | 29 782    |
| 8   | Metalist Charków         | Charków         | Stadion Metalist      | 43 000    |
| 9   | Metałurh Donieck         | Donieck         | Stadion Metałurh      | 5 094     |
| 10  | Metałurh Zaporoże        | Zaporoże        | Stadion Metałurh      | 11 883    |
| 11  | Obołoń Kijów             | Kijów           | Stadion Obołoń        | 5 100     |
| 12  | Szachtar Donieck         | Donieck         | Stadion Szachtar      | 31 718    |
| 13  | Tawrija Symferopol       | Symferopol      | Stadion Łokomotyw     | 20 000    |
| 14  | Wołyń Łuck               | Łuck            | Stadion Awanhard      | 12 080    |
| 15  | Worskła-Naftohaz Połtawa | Połtawa         | Stadion Worskła       | 24 795    |
| 16  | Zakarpattia Użhorod      | Użhorod         | Stadion Awanhard      | 12 000    |

## Końcowa tabela
| #  | Klub                    | M  | Z  | R  | P  | Gole  | Pkt |
| 1  | Szachtar Donieck        | 30 | 26 | 2  | 2  | 63-19 | 80  |
| 2  | Dynamo Kijów            | 30 | 23 | 4  | 3  | 58-14 | 73  |
| 3  | Metałurh Donieck        | 30 | 14 | 7  | 9  | 38-35 | 49  |
| 4  | Dnipro Dniepropietrowsk | 30 | 13 | 9  | 8  | 38-34 | 48  |
| 5  | Ilicziwiec Mariupol     | 30 | 12 | 8  | 10 | 38-34 | 44  |
| 6  | Czornomoreć Odessa      | 30 | 12 | 6  | 12 | 29-29 | 42  |
| 7  | Tawrija Symferopol      | 30 | 11 | 9  | 10 | 34-28 | 42  |
| 8  | Wołyń Łuck              | 30 | 11 | 7  | 12 | 35-37 | 40  |
| 9  | Arsenał Kijów           | 30 | 9  | 10 | 11 | 30-33 | 37  |
| 10 | Metałurh Zaporoże       | 30 | 8  | 11 | 11 | 25-32 | 35  |
| 11 | Metalist Charków        | 30 | 9  | 7  | 14 | 25-37 | 35  |
| 12 | Zakarpattia Użhorod     | 30 | 7  | 10 | 13 | 21-30 | 31  |
| 13 | Krywbas Krzywy Róg      | 30 | 7  | 10 | 13 | 24-38 | 31  |
| 14 | Worskła Połtawa         | 30 | 8  | 6  | 16 | 18-35 | 33  |
| 15 | Obołoń Kijów            | 30 | 4  | 9  | 17 | 18-43 | 21  |
| 16 | Borysfen Boryspol       | 30 | 3  | 11 | 16 | 15-31 | 20  |

Legenda:
|  | - Liga Mistrzów UEFA |
|  | - Puchar UEFA        |
|  | - spadek             |

## Najlepsi strzelcy
| # | Strzelec          | Drużyna             | Mecze | Bramki(karne) |
| - | ----------------- | ------------------- | ----- | ------------- |
| 1 | Ołeksandr Kosyrin | Czornomoreć Odessa  | 29    | 14 (4)        |
| 2 | Brandão           | Szachtar Donieck    | 21    | 12 (2)        |
| 2 | Andres Mendoza    | Metałurh Donieck    | 23    | 12 (1)        |
| 2 | Serhij Zakarluka  | Illicziweć Mariupol | 29    | 12 (4)        |
| 5 | Wasyl Saczko      | Wołyń Łuck          | 26    | 11            |
| 5 | Maksim Szackich   | Dynamo Kijów        | 29    | 11            |
| 7 | Diogo Rincón      | Dynamo Kijów        | 25    | 10 (6)        |
| 8 | Wasil Gigiadze    | Tawrija Symferopol  | 26    | 9 (1)         |
| 9 | Julius Aghahowa   | Szachtar Donieck    | 15    | 8             |
| 9 | Kléber            | Dynamo Kijów        | 22    | 8             |
| 9 | Matuzalem         | Szachtar Donieck    | 24    | 8             |
| 9 | Emmanuel Okoduwa  | Arsenał Kijów       | 24    | 8             |

## Medaliści
(liczba meczów i goli w nawiasach)
| 1. Szachtar Donieck |
| Bramkarzy: Jan Laštůvka (22 / -13), Stipe Pletikosa (6 / -6), Dmytro Szutkow (2 / -0). Obrońcy: Mariusz Lewandowski (25 / 2), Flavius Stoican (24), Tomáš Hübschman (21 / 1), Răzvan Raț (20 / 2), Cosmin Bărcăuan (19 / 1), Nenad Lalatović (4), Ivan (1). Pomocnicy: Zvonimir Vukić (27), Anatolij Tymoszczuk (25 / 4), Francelino Matuzalém (24 / 8), Igor Duljaj (24 / 2), Darijo Srna (22 / 1), Jádson (15 / 6), Elano (13 / 4), João Batista (11), Dmytro Mołdowan (4), Denys Kułakow (1). Napastnicy: Andrij Worobej (29 / 4), Brandão (21 / 12), Ołeksij Bielik (19 / 5), Ciprian Marica (16 / 2), Julius Aghahowa (15 / 8). Trener: Mircea Lucescu. Odeszli w sezonie: Adrian Pukanycz (5) (Illicziweć Mariupol), Ołeksij Bachariew (3) (Rubin Kazań), Daniel Florea (3) (Metałurh Zaporoże), Predrag Pažin (0) (Shandong Luneng). |
| 2. Dynamo Kijów |
| Bramkarzy: Ołeksandr Szowkowski (23 / -9), Witalij Rewa (7 / -5). Obrońcy: Andrij Nesmaczny (26), Goran Gavrančić (25 / 2), Rodolfo (22 / 3), Goran Sablić (13), Serhij Fedorow (11 / 1), Rodrigo (11 / 1), Badr El Kaddouri (7), Jurij Dmytrulin (6), Cristian Irimia (4), Denys Dedeczko (1), Ołeksandr Romanczuk (1). Pomocnicy: Diogo Rincón (25 / 10), Florin Cernat (25 / 2), Ołeh Husiew (24 / 3), Walancin Bialkiewicz (23 / 4), Tiberiu Ghioane (16 / 3), Ayila Yussuf (16 / 3), Jerko Leko (16 / 1), Georgi Peew (11), Edgaras Česnauskis (1), Ołeksandr Jacenko (1), Andrij Oberemko (1). Napastnicy: Maksim Shatskix (29 / 11), Māris Verpakovskis (23 / 4), Kléber (22 / 8), Artem Miłewski (8), Miloš Ninković (4), Ołeh Herasymiuk (2). Trener: Ołeksij Mychajłyczenko (4 mecze do sierpnia), Jożef Sabo (26 meczów od sierpnia). Odeszli w sezonie: Andrij Husin (11 / 1) (Krylja Sowietow Samara), Rusłan Bidnenko (3) (Dnipro Dniepropetrowsk), Roberto Nanni (1 / 1) (UD Almería), Alessandro (0) (Cruzeiro EC), Alaksandar Chackiewicz (0) (Tianjin Teda), Siarhiej Karnilenka (0) (Dnipro Dniepropetrowsk), Perica Ognjenović (0) (Angers SCO). |
| 3. Metałurh Donieck |
| Bramkarzy: Jurij Wirt (17 / -17), Serhij Dołhanski (6 / -9), Dmytro Worobjow (5 / -4), Vladimir Dišljenković (3 / -5). Obrońcy: Wjaczesław Czeczer (23 / 4), Elvin Beqiri (23), Serhij Tkaczenko (21 / 3), Bojan Neziri (21 / 1), Igor Ǵuzełow (18 / 1), Anis Boussaïdi (17 / 1), Arsène Né (15), Igor Lolo (14), Boban Grnczarow (6). Pomocnicy: Ołeksandr Zotow (24 / 2), Bratislav Ristić (23), Yaya Touré (22 / 2), Serhij Szyszczenko (14 / 1), Slobodan Marković (10), Jegisze Melikjan (10), Haruna Babangida (8 / 2), Gocza Dżamarauli (8), Ołeksij Polanski (4), Zé Leandro (3), Rubén Gómez (3). Napastnicy: Giorgi Demetradze (24 / 4), Andrés Mendoza (23 / 12), Ołeksandr Ołeksijenko (18 / 2), Wadym Melnyk (8 / 1), Nenad Mladenović (8), Witalij Syczow (1). Trener: Slavoljub Muslin (17 meczów do marca), Witalij Szewczenko (13 meczów od marca). Odeszli w sezonie: Ilija Stolica (9 / 2) (OFK Beograd), Giorgi Gachokidze (2) (FC Twente), Ołeksandr Kuczer (1) (Metalist Charków), Bernard Tchoutang (0) (Lierse SK). |

Uwaga: Piłkarze oznaczone kursywą występowali również na innych pozycjach.